# Ligny-lès-Aire
Ligny-lès-Aire és un municipi francès situat al departament del Pas de Calais i a la regió dels Alts de França. L'any 2007 tenia 572 habitants.

## Demografia

### Població
El 2007 la població de fet de Ligny-lès-Aire era de 572 persones. Hi havia 202 famílies de les quals 36 eren unipersonals (8 homes vivint sols i 28 dones vivint soles), 67 parelles sense fills, 95 parelles amb fills i 4 famílies monoparentals amb fills.
La població ha evolucionat segons el següent gràfic:
Habitants censats

### Habitatges
El 2007 hi havia 220 habitatges, 204 eren l'habitatge principal de la família, 8 eren segones residències i 8 estaven desocupats. Tots els 220 habitatges eren cases. Dels 204 habitatges principals, 180 estaven ocupats pels seus propietaris i 24 estaven llogats i ocupats pels llogaters; 1 tenia una cambra, 5 en tenien dues, 18 en tenien tres, 32 en tenien quatre i 149 en tenien cinc o més. 181 habitatges disposaven pel capbaix d'una plaça de pàrquing. A 72 habitatges hi havia un automòbil i a 113 n'hi havia dos o més.

### Piràmide de població
La piràmide de població per edats i sexe el 2009 era:
| Homes | Edats   | Dones |
| ----- | ------- | ----- |
| 0     | 95 o +  | 0     |
| 0     | 90 a 94 | 0     |
| 4     | 85 a 89 | 8     |
| 0     | 80 a 84 | 8     |
| 12    | 75 a 79 | 8     |
| 16    | 70 a 74 | 12    |
| 16    | 65 a 69 | 20    |
| 16    | 60 a 64 | 16    |
| 4     | 55 a 59 | 16    |
| 12    | 50 a 54 | 8     |
| 8     | 45 a 49 | 8     |
| 32    | 40 a 44 | 20    |
| 16    | 35 a 39 | 12    |
| 20    | 30 a 34 | 20    |
| 24    | 25 a 29 | 48    |
| 8     | 20 a 24 | 8     |
| 12    | 15 a 19 | 4     |
| 12    | 10 a 14 | 12    |
| 20    | 5 a 9   | 16    |
| 16    | 0 a 4   | 24    |

## Economia
El 2007 la població en edat de treballar era de 341 persones, 244 eren actives i 97 eren inactives. De les 244 persones actives 227 estaven ocupades (126 homes i 101 dones) i 17 estaven aturades (6 homes i 11 dones). De les 97 persones inactives 32 estaven jubilades, 31 estaven estudiant i 34 estaven classificades com a «altres inactius».

### Ingressos
El 2009 a Ligny-lès-Aire hi havia 217 unitats fiscals que integraven 623,5 persones, la mediana anual d'ingressos fiscals per persona era de 16.059 €.

### Activitats econòmiques
Dels 14 establiments que hi havia el 2007, 1 era d'una empresa de fabricació d'altres productes industrials, 1 d'una empresa de construcció, 3 d'empreses de comerç i reparació d'automòbils, 1 d'una empresa d'hostatgeria i restauració, 1 d'una empresa de serveis, 3 d'entitats de l'administració pública i 4 d'empreses classificades com a «altres activitats de serveis».
Dels 4 establiments de servei als particulars que hi havia el 2009, 1 era un taller de reparació d'automòbils i de material agrícola, 1 paleta i 2 perruqueries.
L'únic establiment comercial que hi havia el 2009 era una botiga de menys de 120 m².
L'any 2000 a Ligny-lès-Aire hi havia 14 explotacions agrícoles que ocupaven un total de 472 hectàrees.

## Equipaments sanitaris i escolars
El 2009 hi havia una escola elemental integrada dins d'un grup escolar amb les comunes properes formant una escola dispersa.

## Poblacions més properes
El següent diagrama mostra les poblacions més properes.